# 在ドイツ外国公館の一覧

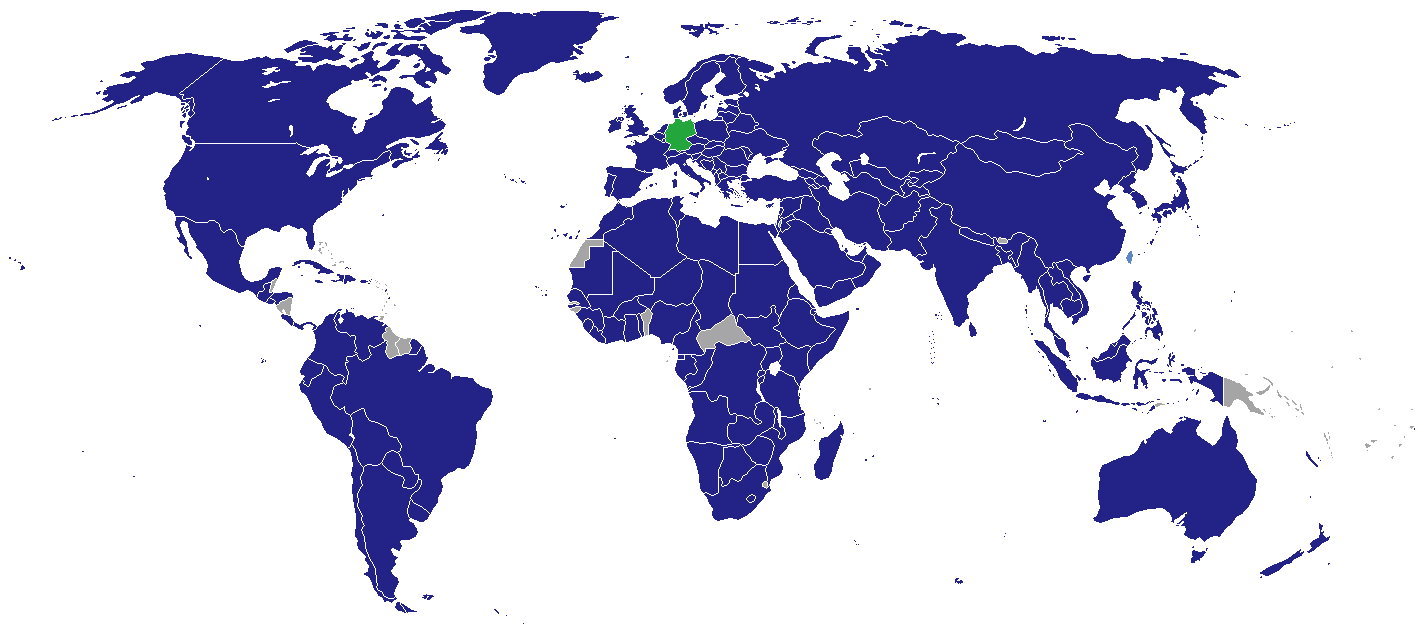
ドイツに外交使節団を派遣している国

本項は、在ドイツ外国公館の一覧である。現在、ドイツは159ヶ国の大使館を接受している。ごく僅かの国が西ドイツ時代の首都ボンに大使館を維持しているが、ほとんどの国はベルリンに大使館を置く。いくつかの国はブリュッセル、ロンドン、パリなど他国の首都に常駐する大使が在ドイツ大使を兼轄している。

## 大使館・代表部

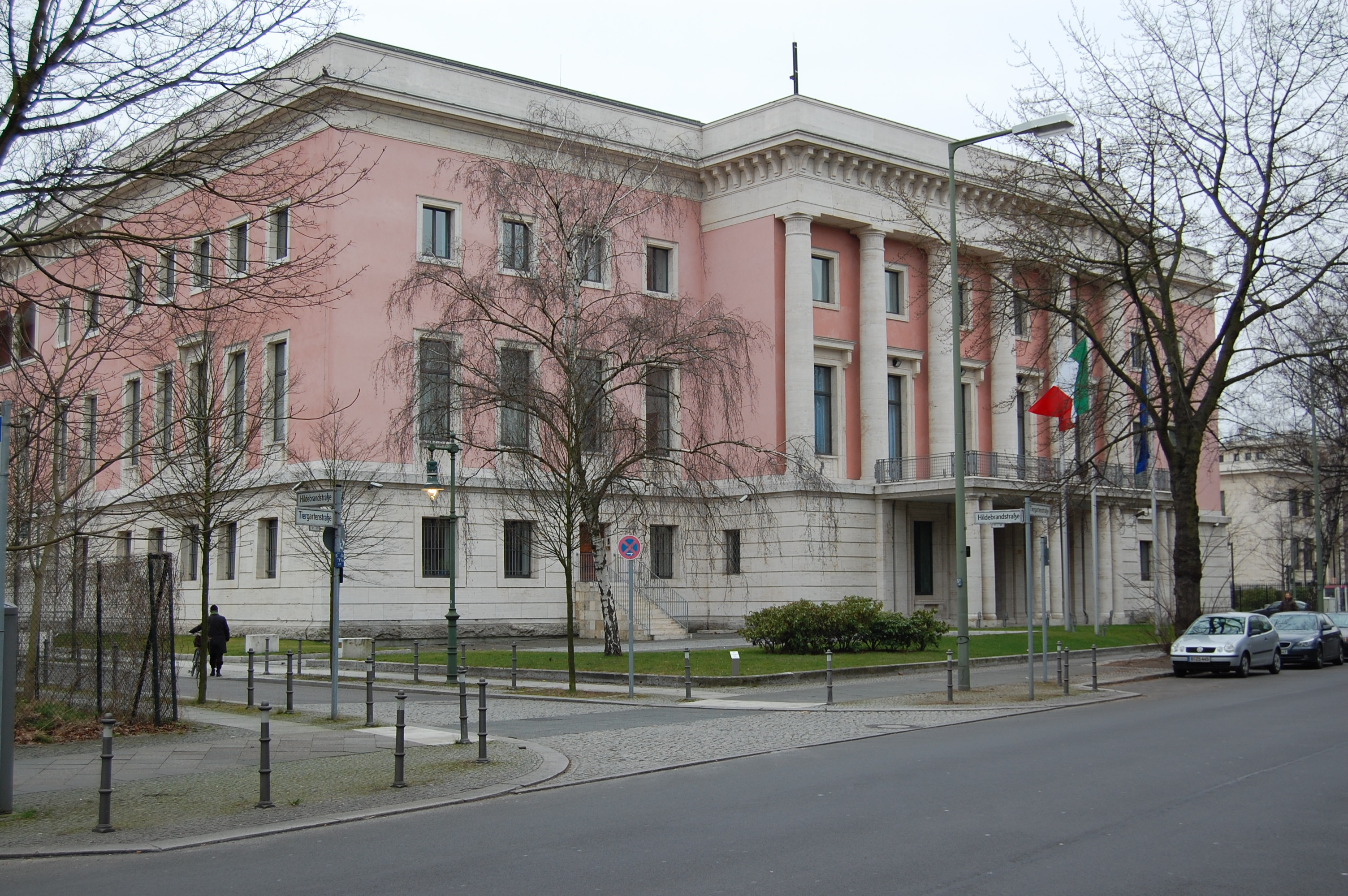
在ドイツイタリア大使館

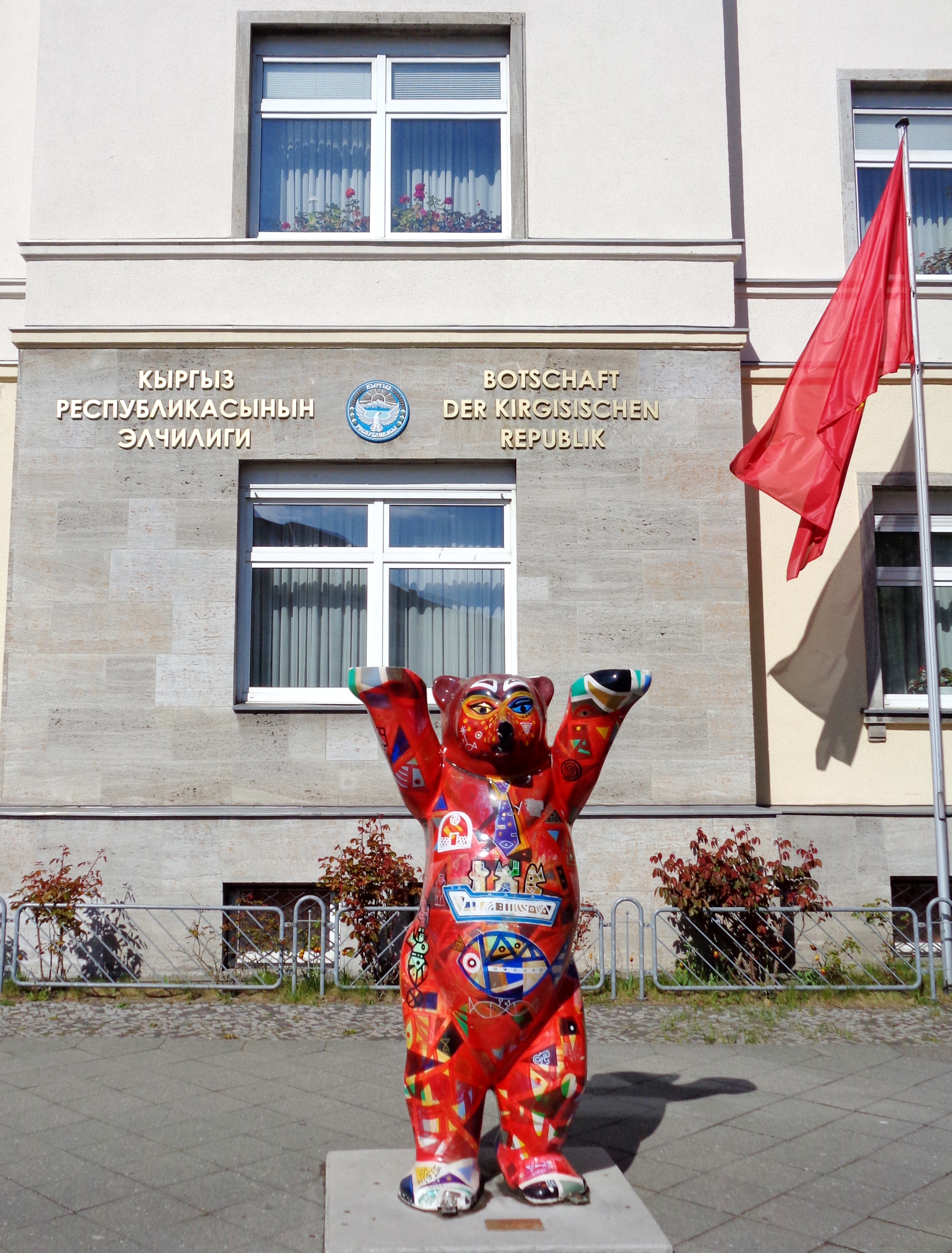
在ドイツキルギス大使館

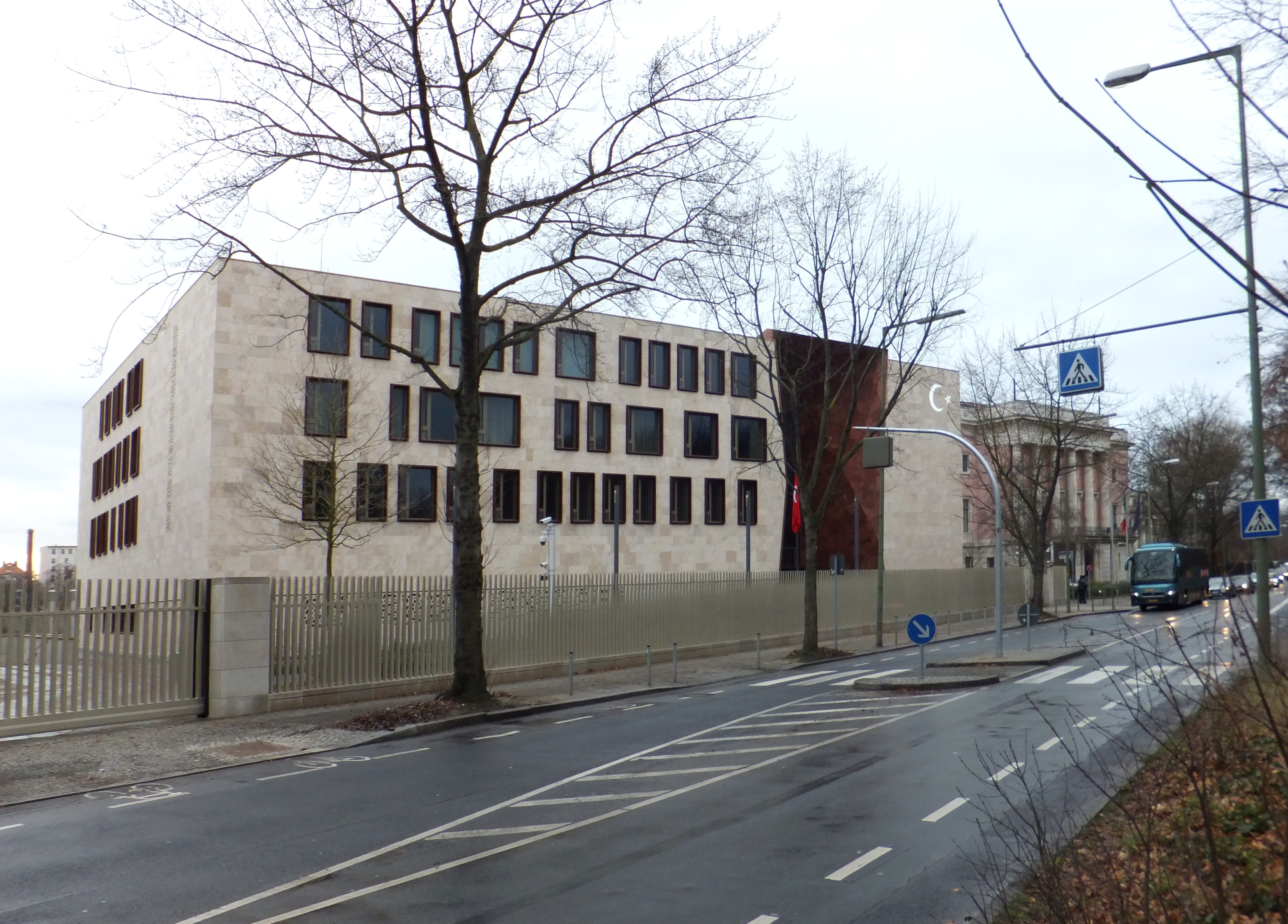
在ドイツトルコ大使館

### 大使館
- アフガニスタン（在ドイツアフガニスタン大使館（ドイツ語版））
- アルバニア
- アルジェリア（在ドイツアルジェリア大使館（ドイツ語版））
- アンゴラ
- アルゼンチン
- アルメニア
- オーストラリア（在ドイツオーストラリア大使館（ドイツ語版））
- オーストリア（在ドイツオーストリア大使館（ドイツ語版））
- アゼルバイジャン（在ドイツアゼルバイジャン大使館（ドイツ語版））
- バーレーン
- バングラデシュ
- ベラルーシ
- ベルギー
- ベナン
- ボリビア
- ボスニア・ヘルツェゴビナ
- ボツワナ
- ブラジル（在ドイツブラジル大使館（ドイツ語版））
- ブルネイ
- ブルガリア
- ブルキナファソ
- ブルンジ
- カンボジア
- カメルーン
- カナダ（在ドイツカナダ大使館（英語版））
- カーボベルデ
- チャド
- チリ（在ドイツチリ大使館（ドイツ語版））
- 中国（在ドイツ中国大使館（英語版））
- コロンビア
- コンゴ民主共和国
- コンゴ共和国
- コスタリカ
- クロアチア（在ドイツクロアチア大使館（ドイツ語版））
- キューバ（在ドイツキューバ大使館（ドイツ語版））
- キプロス
- チェコ（在ドイツチェコ大使館（ドイツ語版））
- デンマーク
- ジブチ
- ドミニカ共和国
- エクアドル
- エジプト（在ドイツエジプト大使館（ドイツ語版））
- エルサルバドル
- 赤道ギニア
- エリトリア
- エストニア（在ドイツエストニア大使館（エストニア語版））
- エチオピア（在ドイツエチオピア大使館（ドイツ語版））
- フィンランド
- フランス（在ドイツフランス大使館（英語版））
- ガボン
- ジョージア
- ガーナ
- ギリシャ
- グアテマラ
- ギニア
- ギニアビサウ
- ハイチ
- バチカン
- ホンジュラス
- ハンガリー（在ドイツハンガリー大使館（ドイツ語版））
- アイスランド
- インド（在ドイツインド大使館（ドイツ語版））
- インドネシア（在ドイツインドネシア大使館（英語版））
- イラン（在ドイツイラン大使館（ドイツ語版））
- イラク
- アイルランド
- イスラエル（在ドイツイスラエル大使館（英語版））
- イタリア（在ドイツイタリア大使館（ドイツ語版））
- コートジボワール
- ジャマイカ
- 日本（在ドイツ日本国大使館）
- ヨルダン
- カザフスタン（在ドイツカザフスタン大使館（ドイツ語版））
- ケニア（在ドイツケニア大使館（ドイツ語版））
- コソボ
- クウェート
- キルギス
- ラオス
- ラトビア
- レバノン
- レソト
- リベリア
- リビア
- リヒテンシュタイン
- リトアニア（在ドイツリトアニア大使館（ドイツ語版））
- ルクセンブルク
- マダガスカル
- マラウイ
- マレーシア
- モルディブ（在ドイツモルディブ大使館）
- マリ
- マルタ
- モーリシャス
- モーリタニア
- メキシコ（在ドイツメキシコ大使館（英語版））
- モルドバ
- モナコ
- モンゴル（在ドイツモンゴル大使館（ドイツ語版））
- モンテネグロ
- モロッコ（在ドイツモロッコ大使館（ドイツ語版））
- モザンビーク
- ミャンマー
- ナミビア
- ネパール
- オランダ
- ニュージーランド
- ニカラグア
- ニジェール
- ナイジェリア（在ドイツナイジェリア大使館（ドイツ語版））
- 北朝鮮（在ドイツ朝鮮民主主義人民共和国大使館（ドイツ語版））
- 北マケドニア
- ノルウェー
- オマーン
- パキスタン
- パナマ
- パラグアイ
- ペルー
- フィリピン
- ポーランド（在ドイツポーランド大使館（ドイツ語版））
- ポルトガル（在ドイツポルトガル大使館（ドイツ語版））
- カタール（在ドイツカタール大使館（ドイツ語版））
- ルーマニア
- ロシア（在ドイツロシア大使館（英語版））
- ルワンダ
- サウジアラビア（在ドイツサウジアラビア大使館（ドイツ語版））
- セネガル
- セルビア（在ドイツセルビア大使館（英語版））
- シエラレオネ
- シンガポール
- スロバキア
- スロベニア
- ソマリア
- 南アフリカ共和国（在ドイツ南アフリカ大使館（ドイツ語版））
- 韓国（在ドイツ大韓民国大使館（ドイツ語版））
- 南スーダン
- スペイン（在ドイツスペイン大使館（ドイツ語版））
- スリランカ
- スーダン
- スウェーデン（在ドイツスウェーデン大使館（スウェーデン語版））
- スイス（在ドイツスイス大使館（ドイツ語版））
- シリア
- タジキスタン
- タンザニア
- タイ（在ドイツタイ大使館（ドイツ語版））
- トーゴ
- チュニジア
- トルコ（在ドイツトルコ大使館（英語版））
- トルクメニスタン
- ウガンダ
- ウクライナ（在ドイツウクライナ大使館（英語版））
- アラブ首長国連邦
- イギリス（在ドイツイギリス大使館（英語版））
- アメリカ合衆国（在ドイツアメリカ合衆国大使館（英語版））
- ウルグアイ
- ウズベキスタン（在ドイツウズベキスタン大使館（ドイツ語版））
- ベネズエラ
- ベトナム
- イエメン
- ザンビア
- ジンバブエ

### 代表部
- アルツァフ共和国（常駐総代表部）[1]
- パレスチナ（総代表部）
- 西サハラ（代表事務所）
- シリア国民連合（連絡事務所）
- 中華民国（駐ドイツ台北経済文化代表部（英語版））

## 領事機関

### ヴォルフスブルク
- イタリア（代理領事事務所）

### エッセン
- トルコ（総領事館）

### カールスルーエ
- トルコ（総領事館）

### ケルン
- ベルギー（総領事館）
- ギリシャ（総領事館）
- イタリア（総領事館）[2]
- ポーランド（総領事館）
- トルコ（総領事館）

### ザールブリュッケン
- フランス（総領事館）
- イタリア（領事館）

### シュトゥットガルト
- ボスニア・ヘルツェゴビナ（総領事館）
- カナダ（領事館）
- コロンビア（領事館）
- クロアチア（総領事館）
- フランス（総領事館）
- ギリシャ（総領事館）
- イタリア（総領事館）
- コソボ（総領事館）
- ポルトガル（総領事館）
- セルビア（総領事館）
- スペイン（総領事館）
- スイス（総領事館）
- スウェーデン（領事館）
- トルコ（総領事館）

### デュッセルドルフ
- カナダ（領事館）
- 中国（総領事館（中国語版））
- クロアチア（総領事館）
- フランス（総領事館）
- ギリシャ（総領事館）
- 日本（総領事館）
- モロッコ（総領事館）
- オランダ（総領事館）
- ポルトガル（総領事館）
- セルビア（総領事館）
- スペイン（総領事館）
- スイス（総領事館）
- トルコ（総領事館）
- ウクライナ（大使館出張事務所）
- イギリス（総領事館）
- アメリカ合衆国（総領事館）

### ドルトムント
- イタリア（領事館）

### ドレスデン
- チェコ（総領事館）

### ニュルンベルク
- トルコ（総領事館）

### ハノーファー
- ギリシャ（総領事館）
- イタリア（総領事館）
- スペイン（総領事館）
- トルコ（総領事館）

### ハンブルク

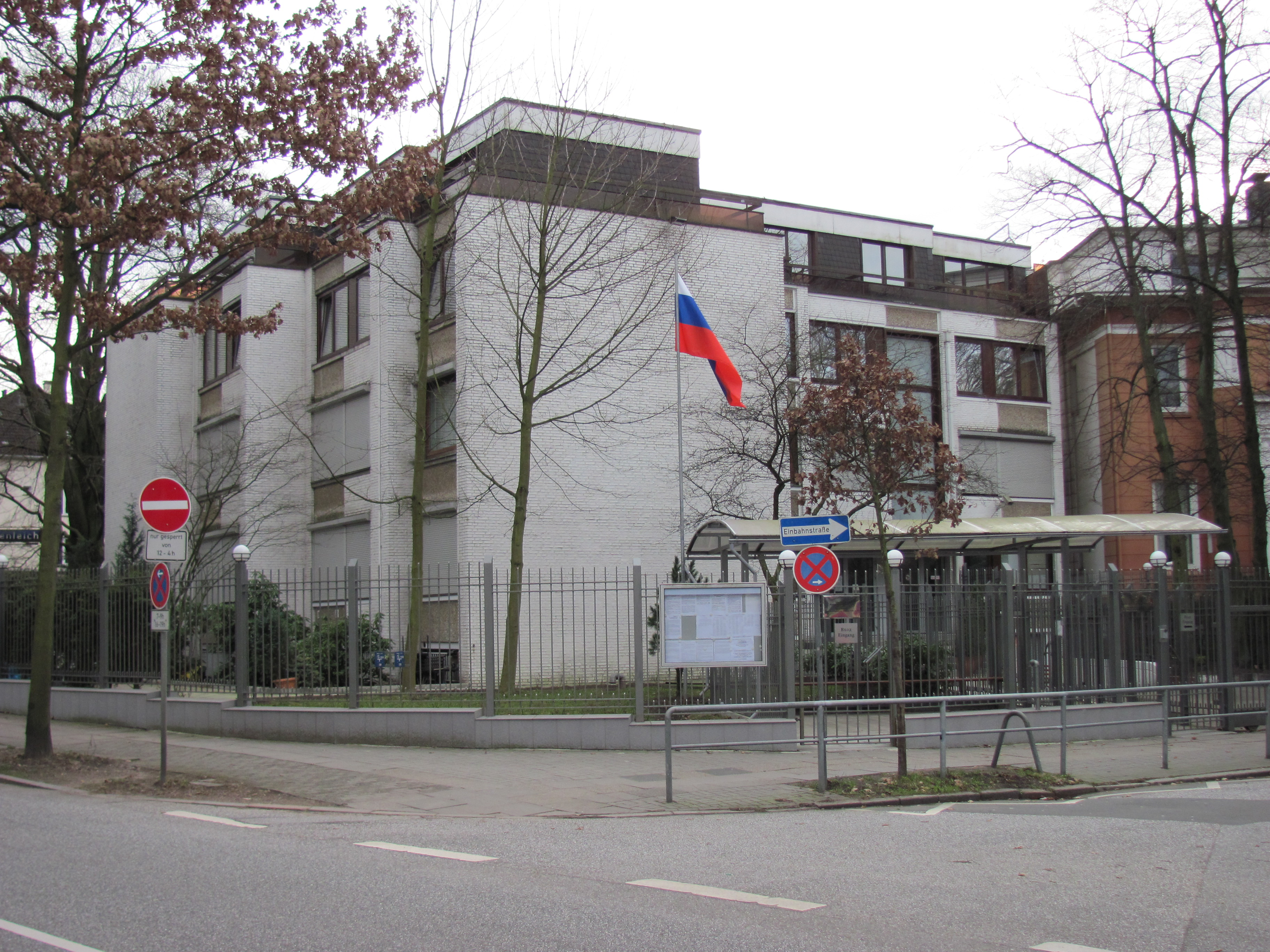
在ハンブルクロシア総領事館

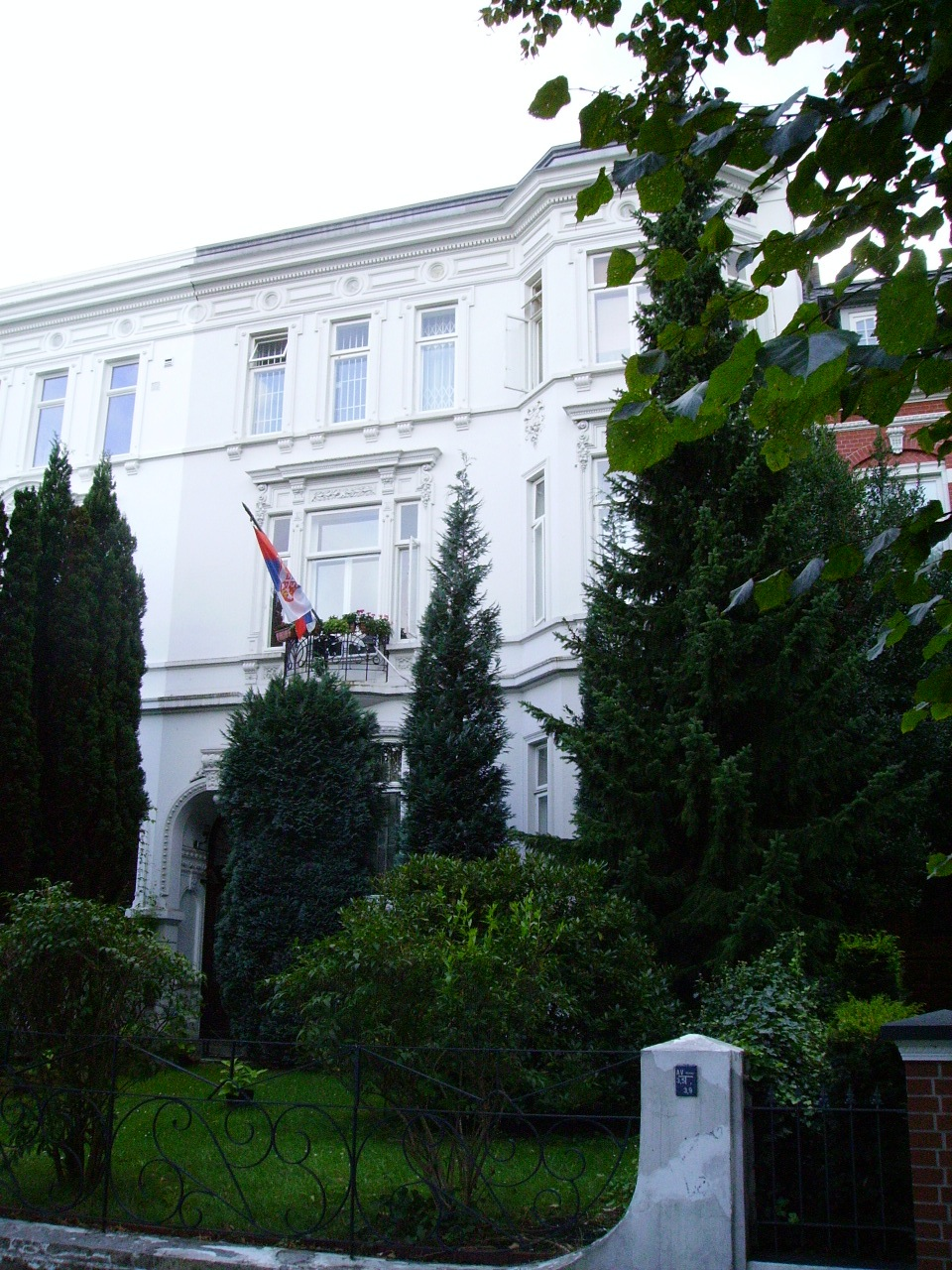
在ハンブルクセルビア総領事館

- アルゼンチン（総領事館）
- オーストリア（総領事館）
- チリ（総領事館）
- 中国（総領事館）
- クロアチア（総領事館）
- キプロス（総領事館）
- デンマーク（総領事館）
- ドミニカ共和国（総領事館）
- エクアドル（総領事館）
- エジプト（総領事館）
- フィンランド（総領事館）
- フランス（総領事館）
- ギリシャ（総領事館）
- ホンジュラス（総領事館）
- インド（総領事館）
- インドネシア（総領事館）
- イラン（総領事館）
- 日本（総領事館）
- ニュージーランド（総領事館）
- 北マケドニア（総領事館）
- ペルー（総領事館）
- ポーランド（総領事館）
- ポルトガル（総領事館）
- ロシア（総領事館）
- セルビア（総領事館）
- 韓国（総領事館）
- スペイン（総領事館）
- スウェーデン（総領事館）
- スイス（総領事館）
- 台湾（弁事処）
- トルコ（総領事館）
- ウクライナ（総領事館）
- アメリカ合衆国（総領事館（英語版））
- ウルグアイ（総領事館）
- ベネズエラ（総領事館）

### フライブルク
- イタリア（総領事館）

### フランクフルト

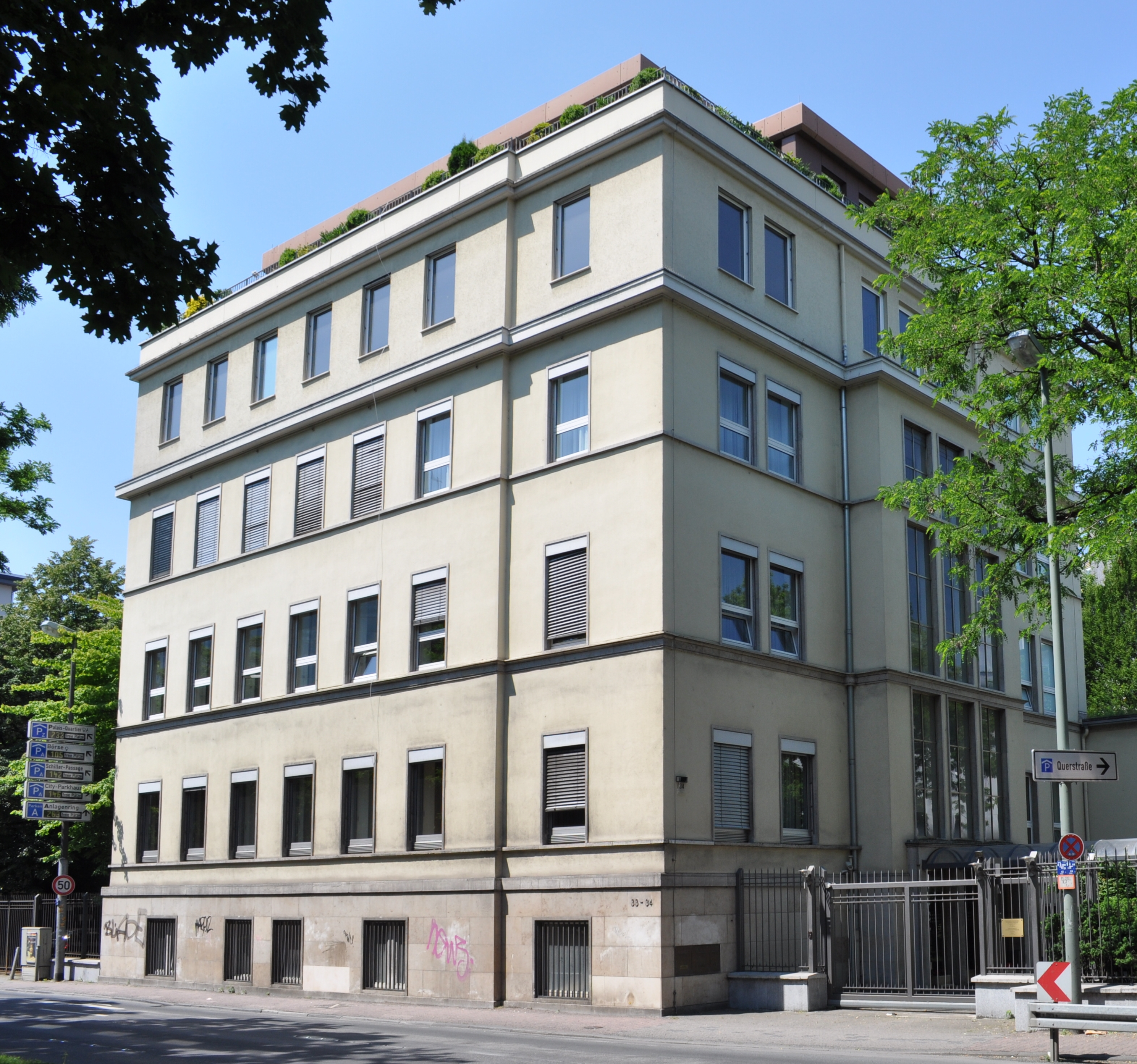
在フランクフルトロシア総領事館

- アンゴラ（総領事館）
- アルゼンチン（総領事館）
- オーストラリア（総領事館）
- ブラジル（総領事館）
- チリ（総領事館）
- 中国（総領事館（中国語版））
- コロンビア（領事館）
- クロアチア（総領事館）
- エジプト（総領事館）
- フランス（総領事館）
- ギリシャ（総領事館）
- インド（総領事館）
- インドネシア（総領事館）
- イラン（総領事館）
- イラク（総領事館）
- イタリア（総領事館）
- 日本（総領事館）
- カザフスタン（総領事館）
- コソボ（領事館）
- マレーシア（総領事館）
- メキシコ（総領事館）
- モルドバ（総領事館）
- モンテネグロ（総領事館）
- モロッコ（総領事館）
- パキスタン（総領事館）
- ペルー（総領事館）
- フィリピン（総領事館）
- ポルトガル（総領事館）
- セルビア（総領事館）
- 韓国（総領事館）
- スペイン（総領事館）
- スイス（総領事館）
- 台湾（弁事処）
- タイ（総領事館）
- トルコ（総領事館）
- トルクメニスタン（総領事館）
- ウクライナ（総領事館）
- アメリカ合衆国（総領事館（英語版））
- ウズベキスタン（総領事館）
- ベネズエラ（総領事館）
- ベトナム（総領事館）

### ブレーメン
- アメリカ合衆国（代理領事事務所（英語版））

### フレンスブルク
- デンマーク（総領事館）

### ボン

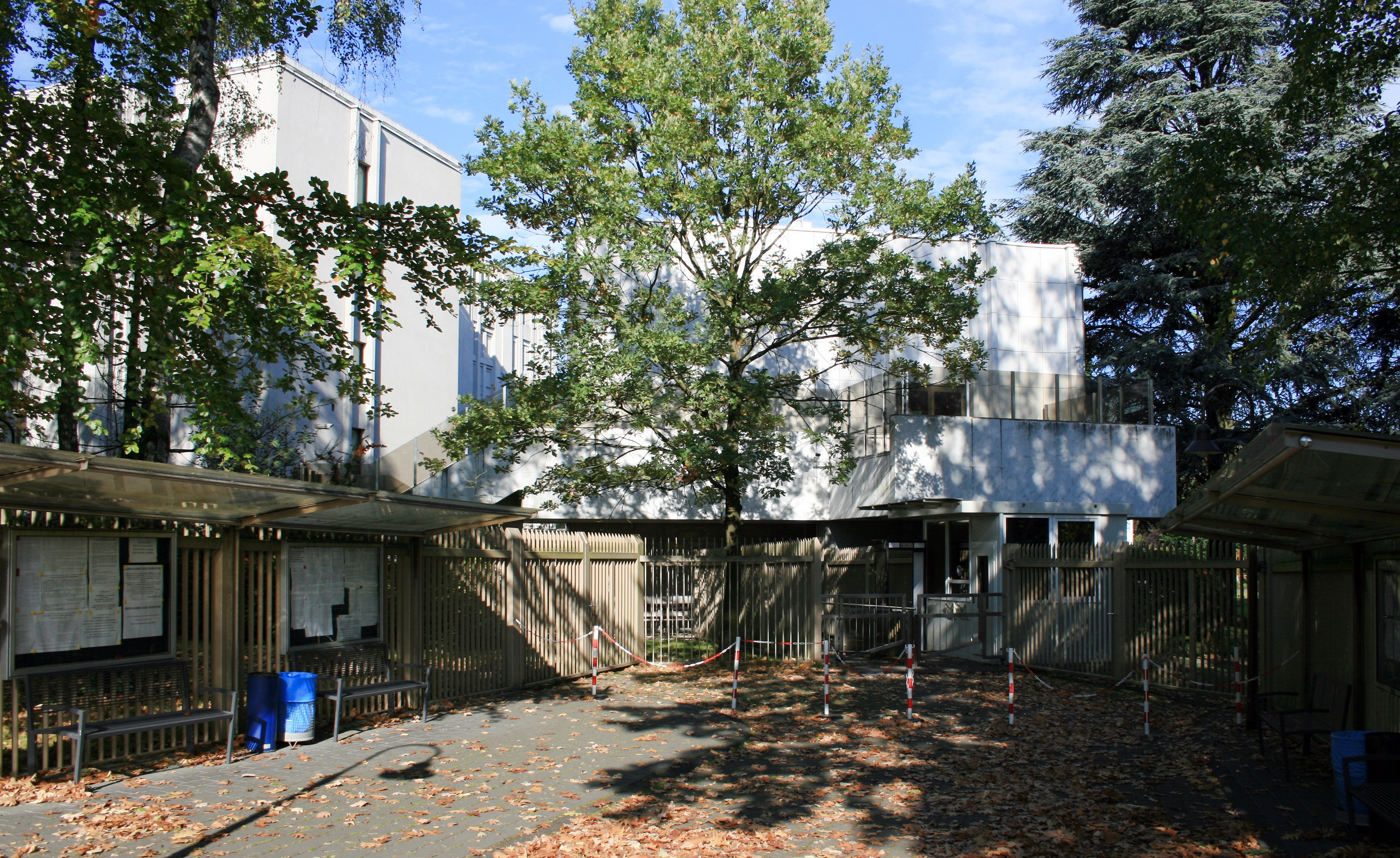
在ボンロシア総領事館

- アルゼンチン（総領事館）
- 中国（大使館出張事務所）
- キューバ（外交局）
- カザフスタン（大使館出張事務所）
- キルギス（大使館出張事務所）
- リビア（大使館出張事務所）
- 北マケドニア（大使館出張事務所）
- ルーマニア（総領事館）
- ロシア（総領事館）
- 韓国（大使館出張事務所）
- アラブ首長国連邦（大使館出張事務所）
- アメリカ合衆国（大使館出張事務所）

### マインツ
- トルコ（総領事館）

### ミュンスター
- トルコ（総領事館）

### ミュンヘン

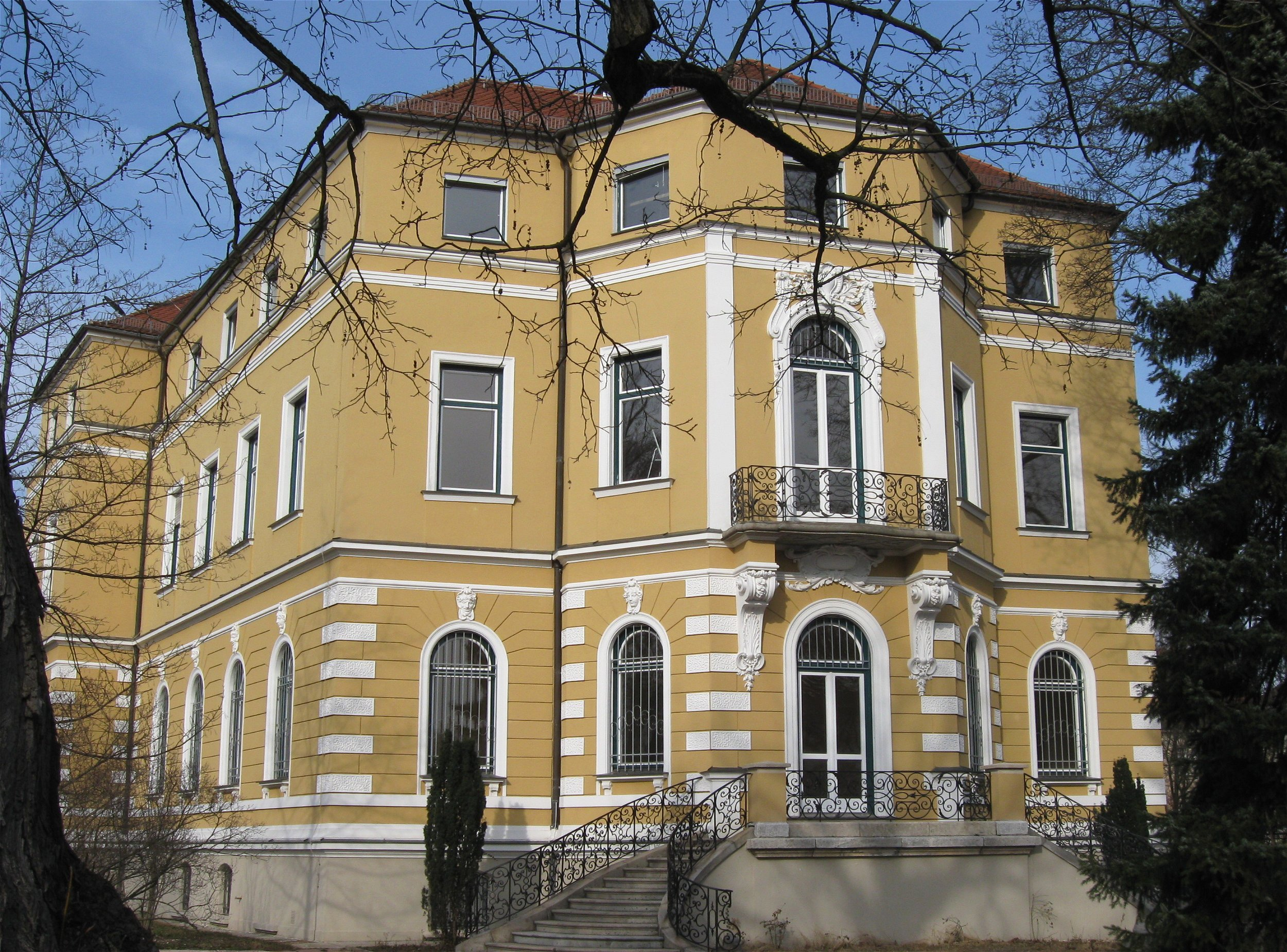
在ミュンヘンロシア総領事館

- アルバニア（総領事館）
- オーストリア（総領事館）
- ベラルーシ（総領事館）
- ボスニア・ヘルツェゴビナ（総領事館）
- ブラジル（総領事館）
- ブルガリア（総領事館）
- カナダ（領事館）
- チリ（領事館）
- 中国（総領事館（中国語版））
- クロアチア（総領事館）
- チェコ（総領事館）
- デンマーク（総領事館）
- フランス（総領事館）
- ギリシャ（総領事館）
- ハンガリー（総領事館）
- インド（総領事館）
- イラン（総領事館）
- イスラエル（総領事館）
- イタリア（総領事館）
- 日本（総領事館）
- コソボ（総領事館）
- モンテネグロ（総領事館）
- オランダ（総領事館）
- 北マケドニア（総領事館）
- ペルー（総領事館）
- ポーランド（総領事館）
- ルーマニア（総領事館）
- ロシア（総領事館）
- セルビア（総領事館）
- スロバキア（総領事館）
- スロベニア（総領事館）
- 南アフリカ共和国（総領事館）
- スペイン（総領事館）
- スイス（総領事館）
- 台湾（弁事処）
- トルコ（総領事館）
- ウクライナ（総領事館）
- イギリス（総領事館）
- アメリカ合衆国（総領事館（英語版））

### ライプツィヒ

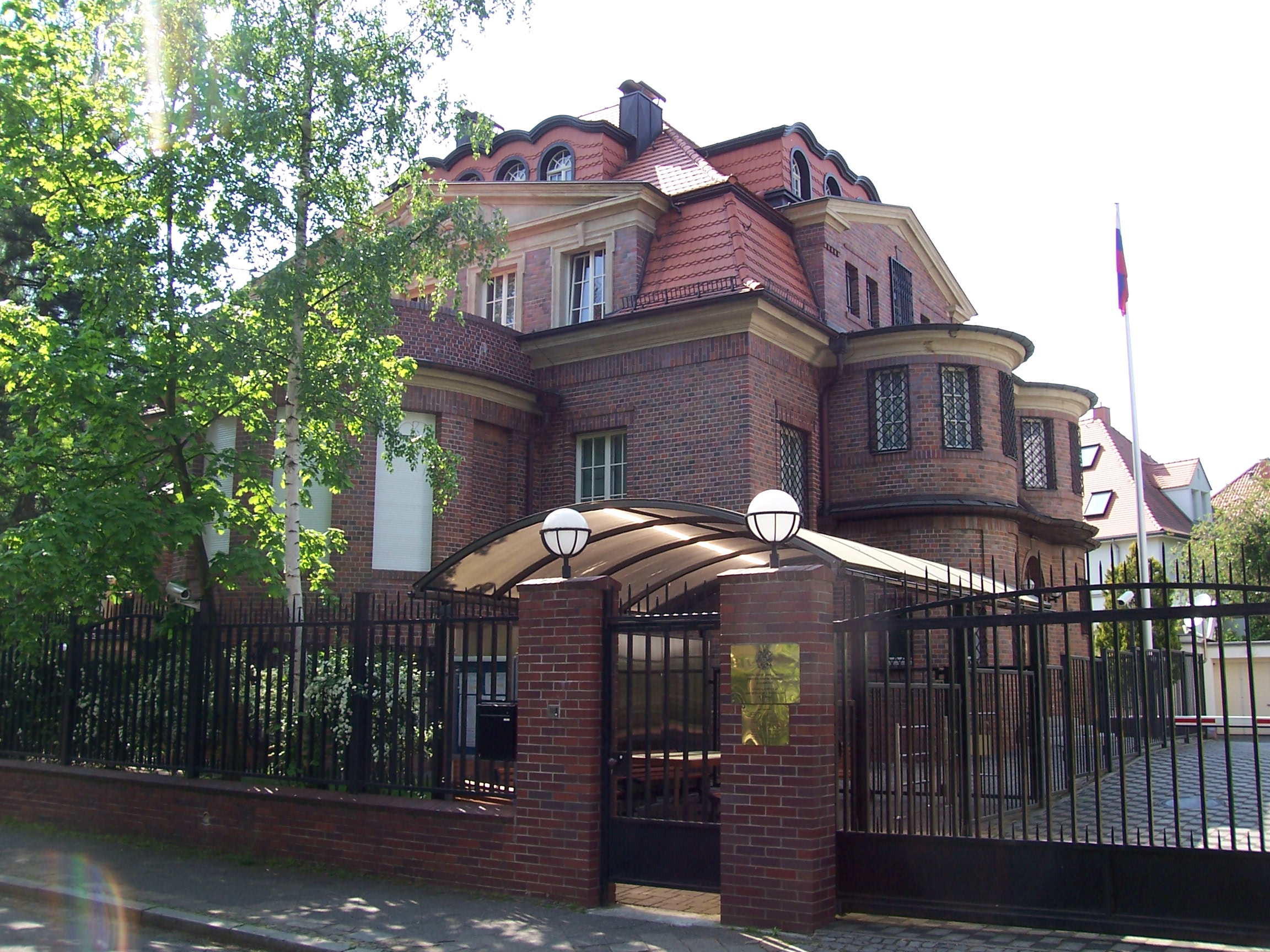
在ライプツィヒロシア総領事館.

- ギリシャ（総領事館）
- イタリア（総領事館）
- ロシア（総領事館）
- アメリカ合衆国（総領事館）

## 大使が他国に駐在している国
括弧内は所在都市。
- アンドラ（ブリュッセル）
- アンティグア・バーブーダ（ロンドン）
- バハマ（ロンドン）
- バルバドス（ブリュッセル）
- ベリーズ（ブリュッセル）
- 中央アフリカ（パリ）
- コモロ（パリ）
- ドミニカ国（ブリュッセル）
- エスワティニ（ブリュッセル）
- フィジー（ロンドン）
- ガンビア（ブリュッセル）
- グレナダ（ブリュッセル）
- ガイアナ（ブリュッセル）
- パラオ（ワシントンD.C.）
- パプアニューギニア（シンガポール）
- サモア（ブリュッセル）
- セントクリストファー・ネイビス（ロンドン）
- セントルシア（ロンドン）
- サンマリノ（サンマリノ）
- サントメ・プリンシペ（ブリュッセル）
- セーシェル（パリ）
- ソロモン諸島（ブリュッセル）
- スリナム（ハーグ）
- トンガ（ロンドン）
- トリニダード・トバゴ（ブリュッセル）